# Nils Nyman
Nils Olof Nyman, född 30 juni 1964 i Lidingö församling i Stockholms län, är en svensk företagsledare och styrelseordförande för familjeföretaget Saltkråkan AB som äger och bevakar upphovsrätten efter författaren Astrid Lindgrens verk. Han har bland annat suttit som verkställande direktör i bolaget, och 2014 lämnade han över VD-posten till brodern Olle Nyman.
Nils Nyman är son till Saltkråkan AB:s tidigare VD Carl Olof Nyman och översättaren Karin Nyman, sonson till konsthistorikern Thure Nyman samt dotterson till direktören Sture Lindgren och Astrid Lindgren.